# Жиле Ридно
Жиле Ридно (рос. Жилое Рыдно) — присілок у Лузькому районі Ленінградської області Російської Федерації.
Населення становить 4 особи. Належить до муніципального утворення Ям-Тьосовське сільське поселення.

## Історія
Згідно із законом від 28 вересня 2004 року № 65-оз належить до муніципального утворення Ям-Тьосовське сільське поселення.

## Населення
| 1879 | 1885 | 1909 | 1928 | 1965 | 1997 | 2007 |
| ---- | ---- | ---- | ---- | ---- | ---- | ---- |
| 54   | ↘40  | ↗50  | ↗184 | ↘18  | ↘1   | ↗3   |
| 2010 | 2013 |      |      |      |      |      |
| ↗11  | ↘4   |      |      |      |      |      |